# Tochitură
Tochitura este o mâncare tradițională din bucătăria românească, preparată din carne (porc, vițel, vită, pasăre), organe (ficat, rinichi, inimă, splină), cârnați (proaspeți sau afumați), costiță (proaspătă sau afumată), prăjite la tigaie sau la ceaun și servită cu garnitură din mămăligă cu ouă ochiuri și brânză de burduf sau telemea rasă deasupra, în asociere cu murături și mujdei de usturoi.
După obiceiurile culinare ale localnicilor din diferite regiuni ale  țării, se cunosc mai multe sortimente de tochitură, astfel:
Tochitură moldovenească are în compoziție carne de porc, cârnăciori afumați, costiță și slănină afumată. Se servește cu mămăliguță ce are în compoziție cartofi fierți, ouă ochiuri și brânză de burduf deasupra. 
Tochitură oltenească se prepară din bucăți mici de pulpă de porc prăjite în untură fierbinte, la care, spre final se adaugă ceapă tocată mărunt, se călesc împreună după care se adaugă bulion de roșii și se stinge cu apă. Se mai dă un clocot și se potrivește gustul cu sare, piper, usturoi mărunțit, ardei iute pisat și vin alb. Se servește fierbinte cu garnitură de mămăliguță.
Tochitură mocănească are în compoziție pe lângă pulpa de porc și cârnați, ficat și se servește cu același tip de garnitură.
Tochitură țărănească se prepară din pulpă de porc, cârnăciori afumați, piept de pui, ficăței, ciuperci (hribi sau gălbiori), ceapă, usturoi, bulion de roșii, condimente (sare, piper, ardei iute). Se servește fierbinte, cu pătrunjel verde tocat deasupra și mămăligă.